# Grote Markt (Breda)

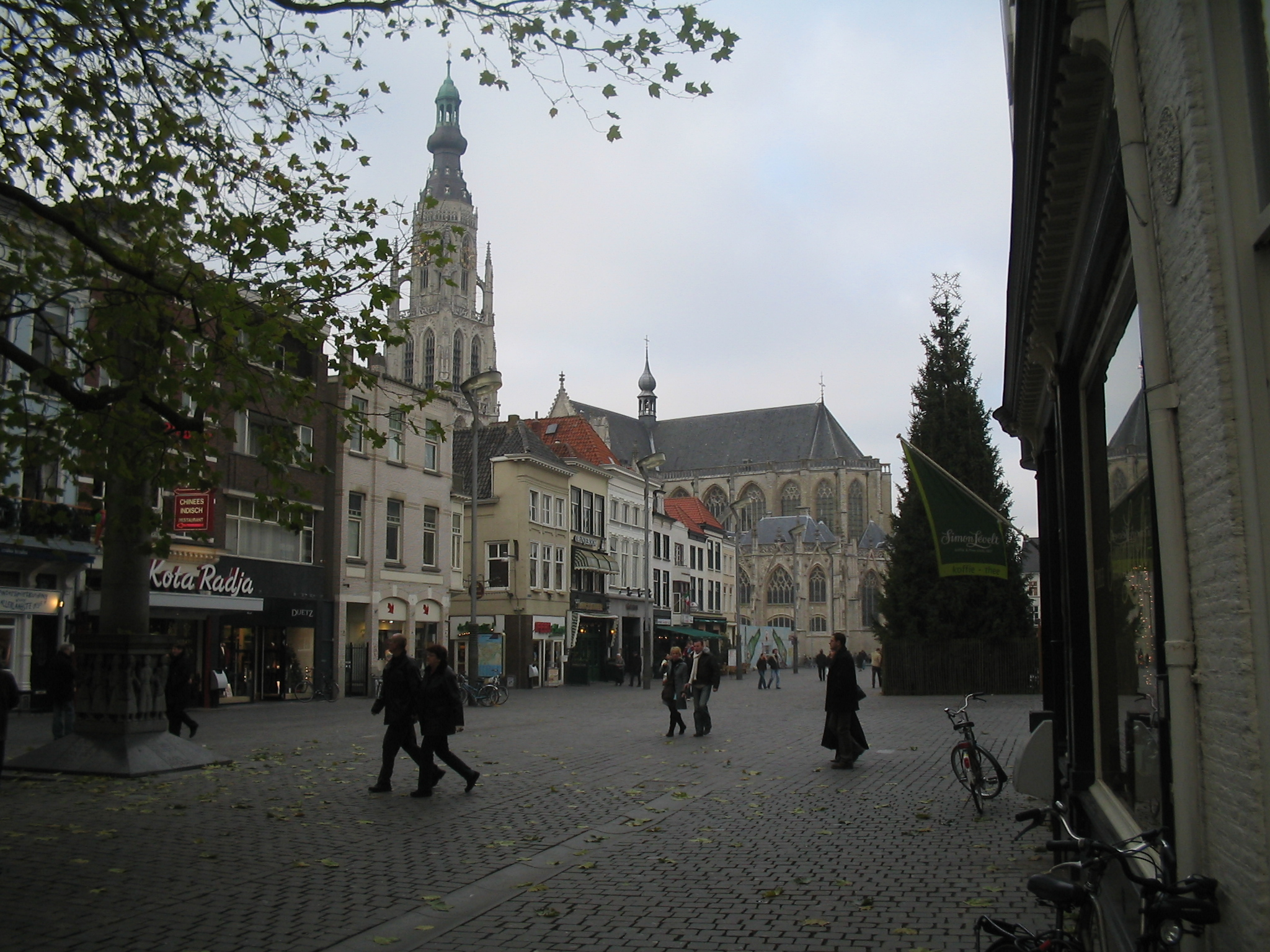
Grote Markt met kerstboom

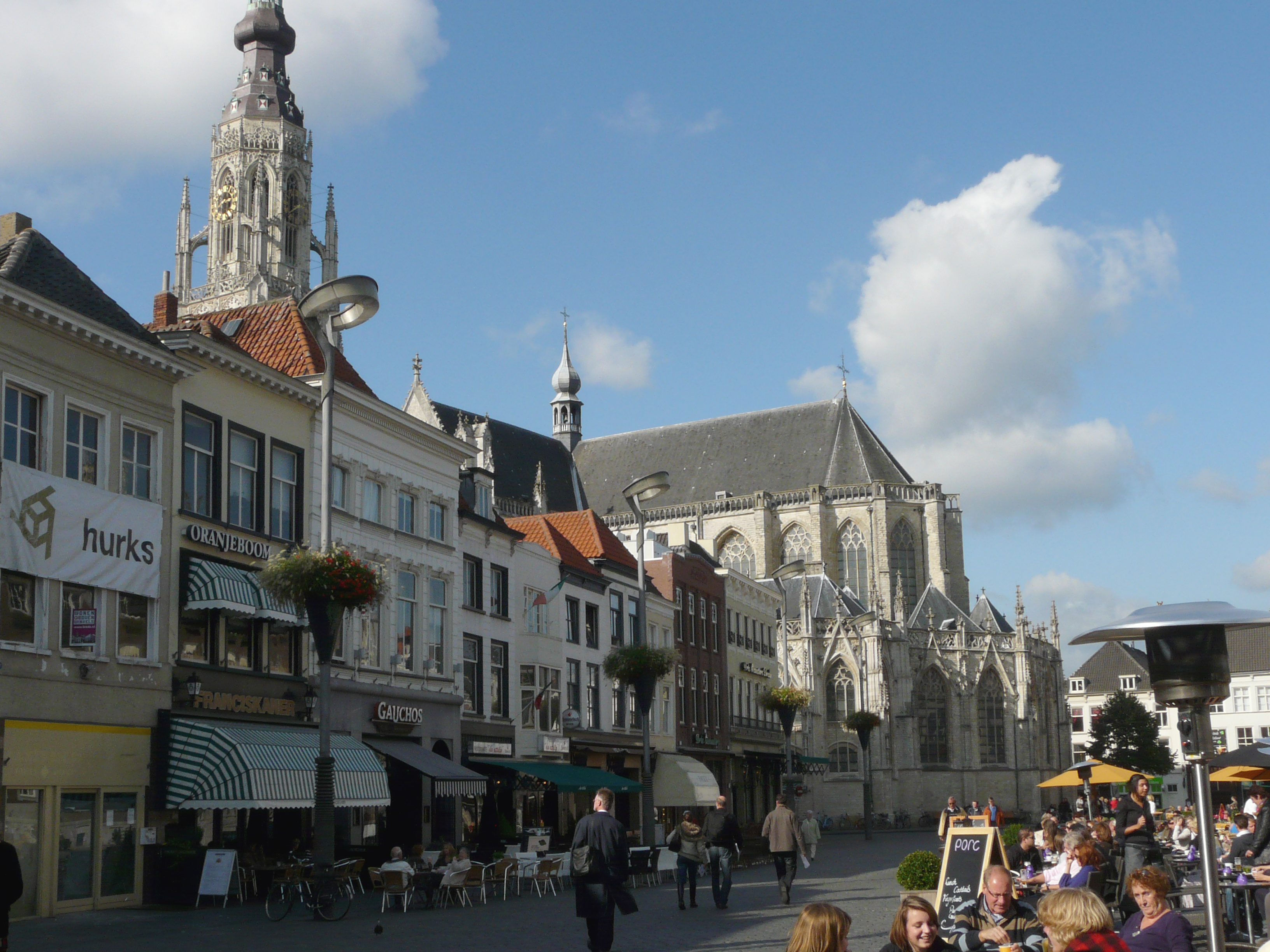
Grote Markt in oktober 2009

De Grote Markt is het centrale plein in de Nederlandse stad Breda. Het ligt dicht bij het stadspark Valkenberg, de Reigerstraat de Havermarkt in het centrum van de stad.
Hier staan de bezienswaardige Onze Lievevrouwekerk met het praalgraf van Engelbrecht II van Nassau en het oude stadhuis van Breda. Ook staan op de Grote Markt enkele monumentale panden die veelal een horeca-gelegenheid huisvesten. Direct achter enkele panden aan de Grote Markt staat ingesloten tussen de gebouwen de Lutherse kerk.

## Geschiedenis
Het plein ligt in de binnenstad en werd vroeger de Plaetse genoemd, hart van de stad, plek van samenkomst in voor- en tegenspoed. In 1313 waren er twee jaarmarkten: de Sinxenmarkt (vanaf Pinkstermaandag) en de Barnismarkt (1 oktober). Het Stadsbestuur van Breda liet misdadigers executeren op de Grote Markt.
In de Middeleeuwen waren er drie herbergen gevestigd op de Markt: Herberg de Beer, gerund door de zuster van de schout van Zevenbergen, Herberg de Zwaan en Herberg de Wilderman. Ook was er de vleeshal.
De Grote Markt was oorspronkelijk een stuk compacter. Na de grote stadsbrand van 1534 werd een afgebrande huizenrij afgebroken en kreeg de Markt de huidige afmetingen.
Tot 1898 stond er een reusachtige lindeboom. Deze werd in het kroningsjaar van koningin Wilhelmina omgehakt en maakte plaats voor de Wilhelminafontein die daar een decennium heeft gestaan. In 1909 verhuisde de fontein naar zijn huidige locatie op het Sophiaplein. Ook stond op de Grote Markt tot 1950 een muziekkiosk, waar in de zomer muziekuitvoeringen werden gegeven.
Op het plein staat nog het oorlogsmunument Judith met het hoofd van Holofernes van Niel Steenbergen.

## Huidige functie
Er zijn veel horeca-gelegenheden zoals cafés en restaurants gevestigd op de Grote Markt, vaak voorzien van een terras.
De Grote Markt fungeert als middelpunt van de stad en er vinden hier regelmatig evenementen plaats, zoals het jaarlijkse Breda Jazz Festival, en de grote optocht met van het carnaval Breda. Het plein dient als start- en finishplaats van de Bredase Singelloop.
Op dinsdagmorgen vindt er een weekmarkt plaats op de Grote Markt (al sinds 1321), evenals op vrijdagmorgen. Op woensdagmiddag is er een boeken- en antiekmarkt. Verder zijn er diverse winkels en naast het oude stadhuis een kleine vestiging van de VVV Breda.
Het gebied geldt als voetgangerszone. Vanaf de Grote Markt zijn de winkelstraten zoals de Ginnekenstraat en de Veemarktstraat makkelijk te bereiken. Achter de Grote Markt ligt het Stadserf en de Willem Merkxtuin, bereikbaar door de poort naast het Oude Stadhuis en via de vestiging van de VVV. Het Station Breda is bereikbaar langs het Park Valkenberg.
Met de feestdagen in december wordt er een grote kerstboom midden op de Grote Markt geplaatst. Op het Kerkplein vindt een kerstmarkt plaats.
In 2008 en 2016 werd 3FM Serious Request op de Grote Markt gehouden.

## Galerij

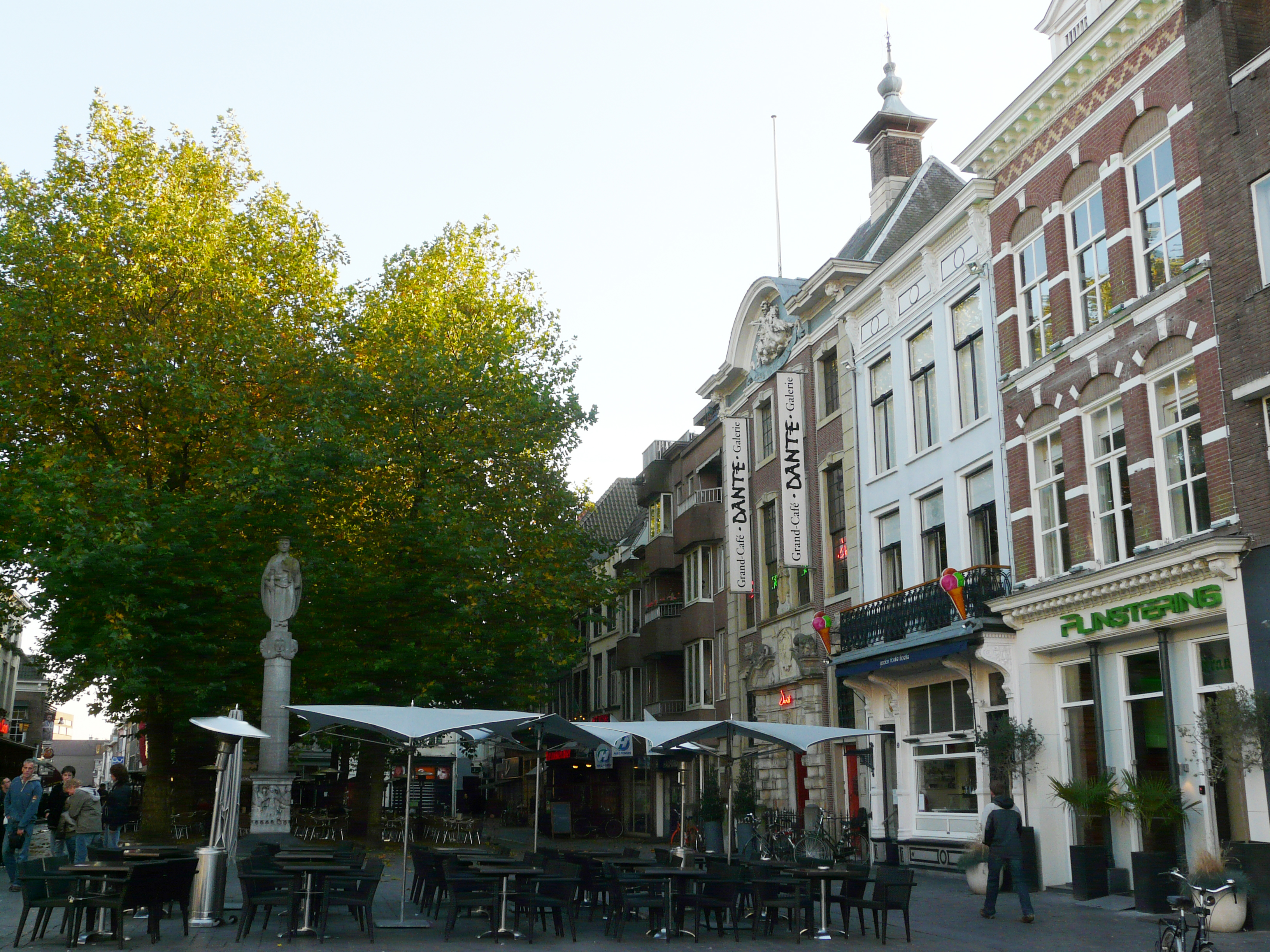
Grote Markt Breda
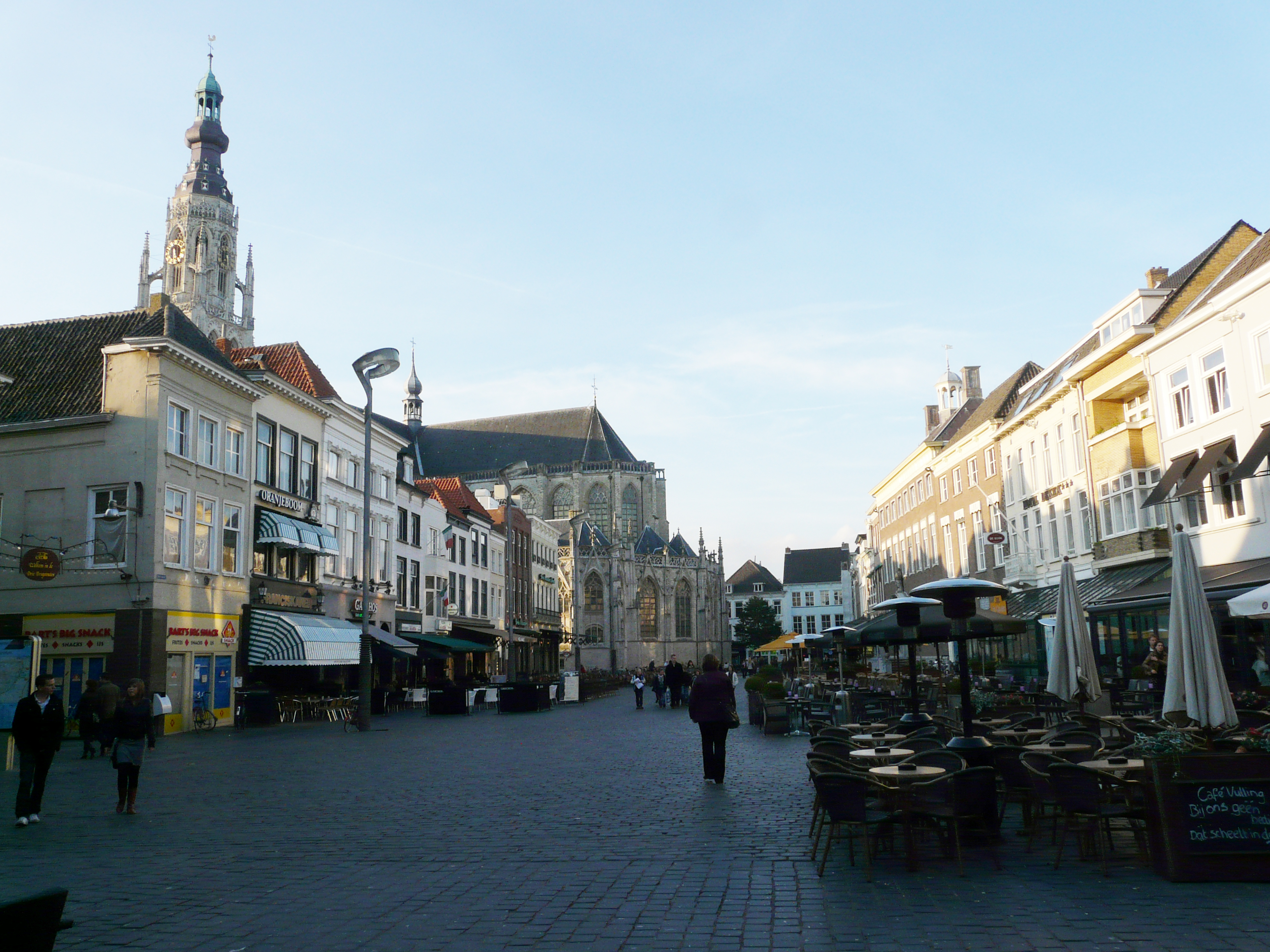
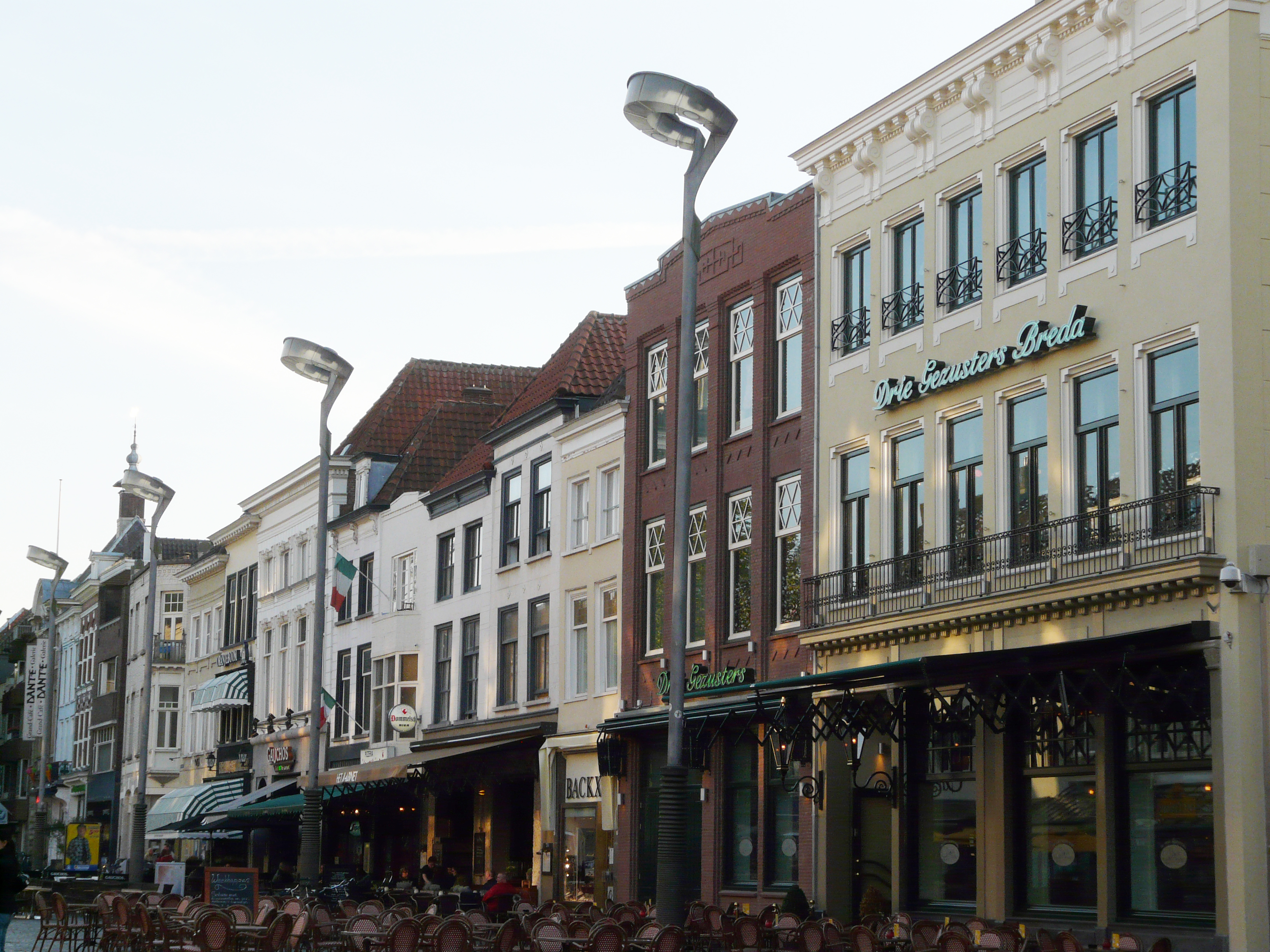
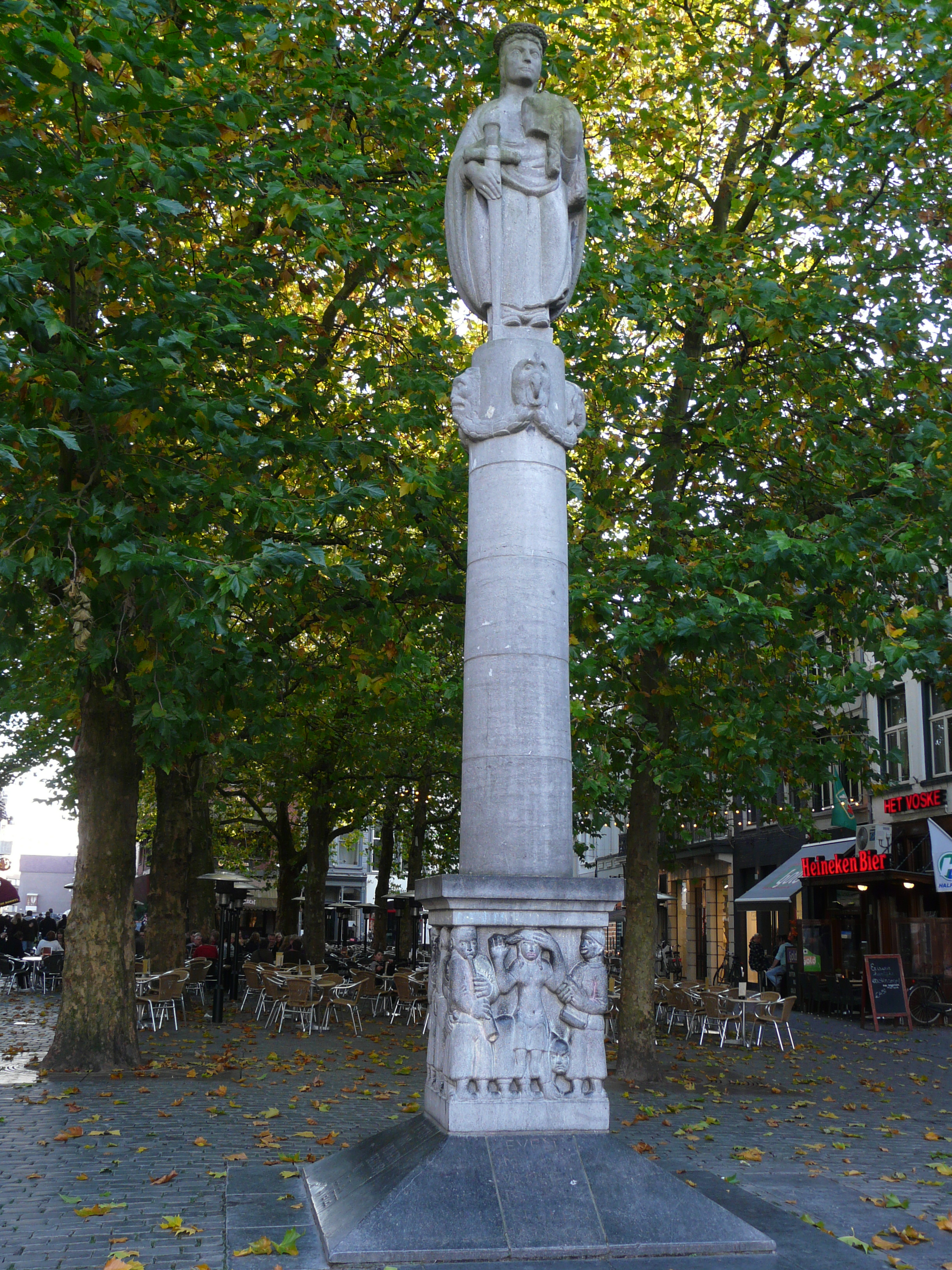
oorlogmonument Judith met het hoofd van Holofernes
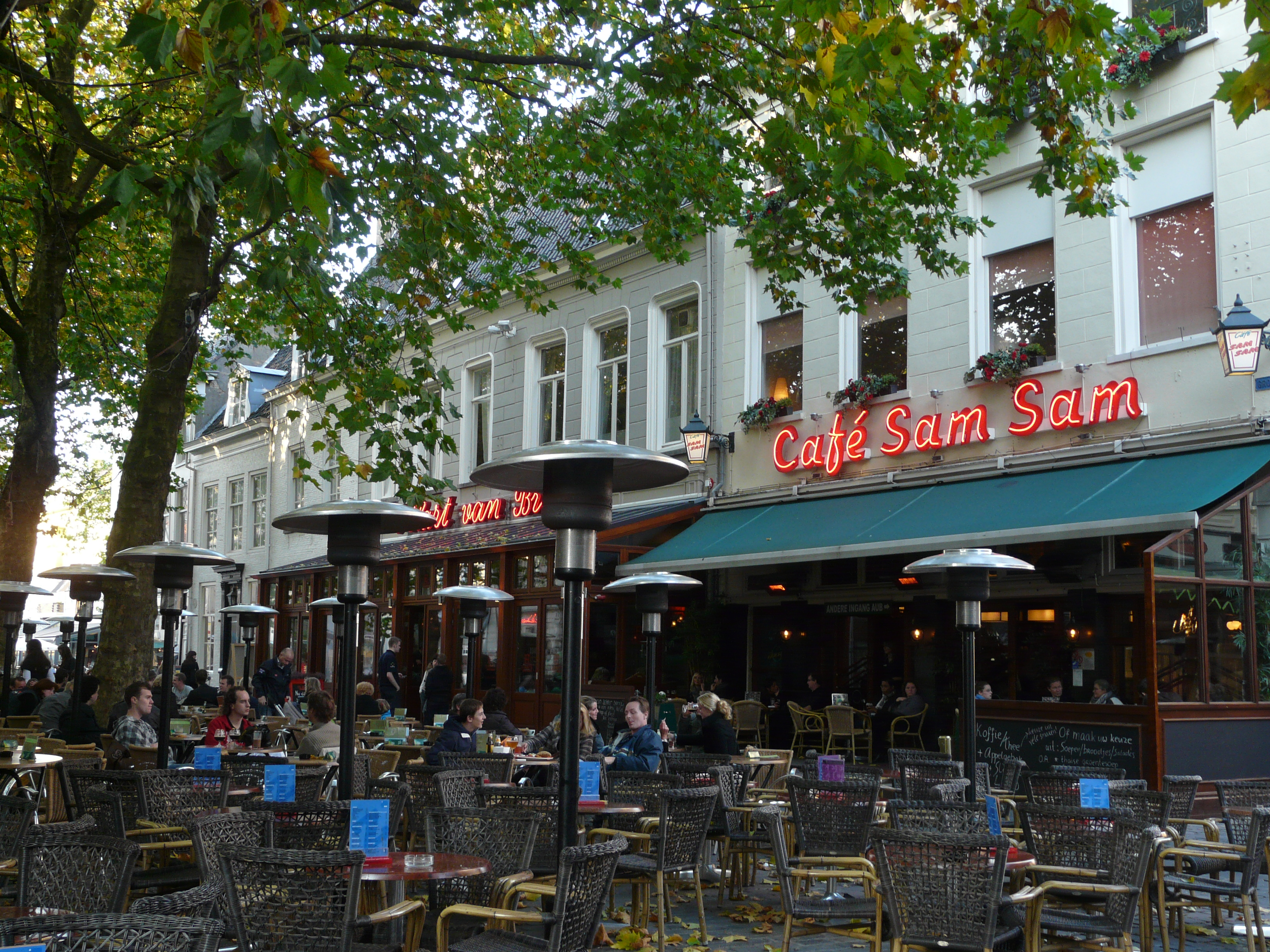
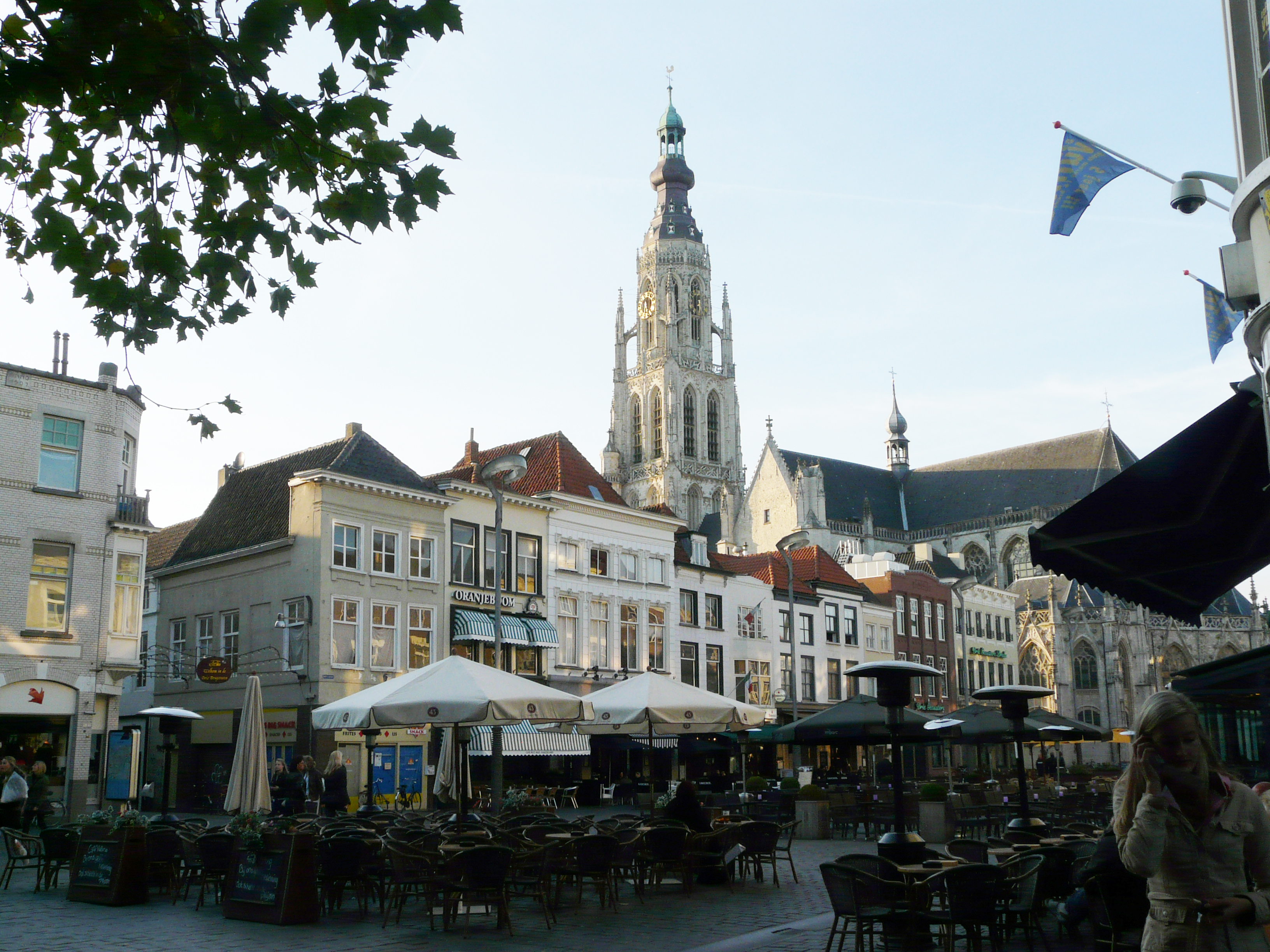
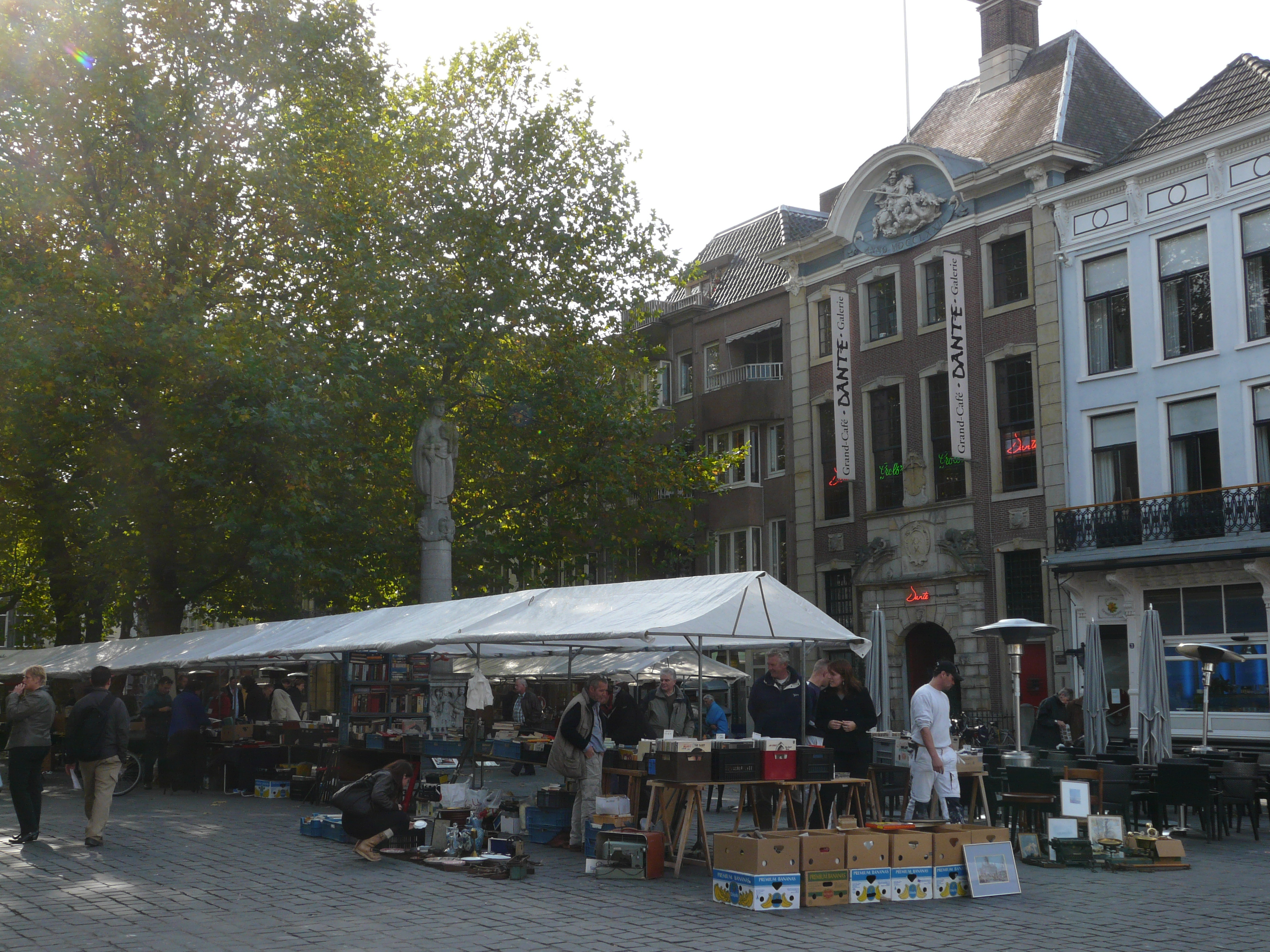
Boeken- en antiekmarkt op woensdag
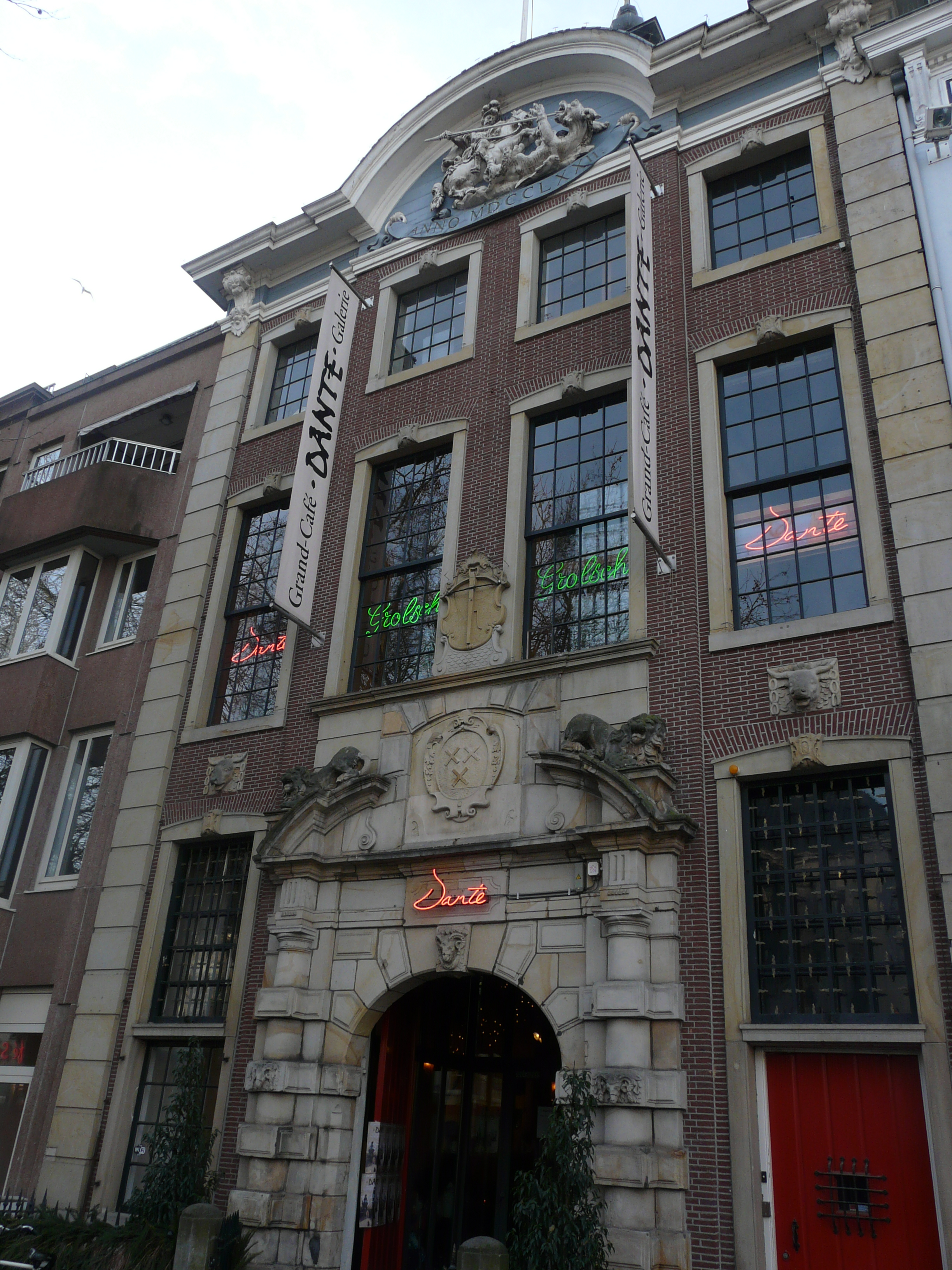
Voormalige Vleeshal